# Communauté de communes du Pays Sous Vosgien
La communauté de communes du pays sous-vosgien (CCPSV) était une communauté de communes française, située dans le département du Territoire de Belfort, dans la région Bourgogne-Franche-Comté. Elle a fusionné le 1 janvier 2017 avec la communauté de communes la Haute Savoureuse pour former la communauté de communes des Vosges du Sud.

## Historique
La CCPSV (communauté de communes du pays sous-vosgien) fut créée par arrêté préfectoral en date du 29/12/1994.
La CCPSV (communauté de communes du pays sous-vosgien) fut fondée sur les ruines de l'ancienne ASVAA, association sous-vosgienne d'aménagement et d'animation. Cette structure qui fédérait toutes les communes du piémont vosgien au nord de Belfort, avait connu son heure de gloire dans les années 80, lorsqu'elle menait à bien un très grand nombre d'actions de développement local, contribuant à dynamiser la vie associative, culturelle, mais aussi économique, ou encore en incitant à la rénovation de logements, sous la présidence du dynamique syndicaliste Armand Jund, maire d'Éloie.
Un peu essoufflée au début des années 1990, l'ASVAA sut se saborder en préparant l'avenir, en cherchant à unir la zone sous-vosgienne dans une communauté de communes. Malgré le militantisme actif de ses élus et techniciens, sous la présidence de Maurice Leguillon, maire de Grosmagny, et malgré le sens du dialogue et l'esprit constructif de ce dernier, elle n'y parvint pas, certains élus locaux n'arrivant pas à s'entendre. C'est ainsi que naquirent deux communautés de communes plus ou moins en froid, la CCPSV d'une part, dont le siège fut fixé à Étueffont, base historique de l'intercommunalité et du développement local dans la région, et la Communauté de Communes de la Haute Savoureuse (CCHS), d'autre part, dont le siège est à Giromagny. Le choix du nom ne doit rien au hasard, le président fondateur de la « haute » Savoureuse manifestant un certain dédain à l'égard de ses collègues du pays « sous » vosgien. L'arrivée de nouveaux élus devait ensuite pacifier cette situation un peu tendue. Les deux communautés se rééquilibrèrent progressivement d'une façon plus harmonieuse, les périmètres initiaux étant issus plus du ressentiment et des inimitiés que d'une logique pragmatique de territoire.
La CCPSV s'est rapidement investie dans des domaines qui la distinguèrent immédiatement de l'ancienne ASVAA : assainissement des eaux usées, notamment.

## Composition
Cet EPCI regroupe 14 communes :
| Nom                       | Code Insee | Gentilé      | Superficie (km2) | Population (dernière pop. légale) | Densité (hab./km2) |
| ------------------------- | ---------- | ------------ | ---------------- | --------------------------------- | ------------------ |
| Étueffont (siège)         | 90041      | Taffions     | 12,53            | 1 479 (2014)                      | 118                |
| Anjoutey                  | 90003      | Anjoutinois  | 7,69             | 625 (2014)                        | 81                 |
| Bourg-sous-Châtelet       | 90016      |              | 0,84             | 112 (2014)                        | 133                |
| Felon                     | 90044      | Felonais     | 4,11             | 246 (2014)                        | 60                 |
| Grosmagny                 | 90054      | Grosmagniens | 9,46             | 558 (2014)                        | 59                 |
| Lachapelle-sous-Rougemont | 90058      | Chapelons    | 4,89             | 605 (2014)                        | 124                |
| Lamadeleine-Val-des-Anges | 90061      | Modeleinas   | 6,52             | 38 (2014)                         | 5,8                |
| Leval                     | 90066      | Levallois    | 6,00             | 252 (2014)                        | 42                 |
| Petitefontaine            | 90078      |              | 3,13             | 192 (2014)                        | 61                 |
| Petitmagny                | 90079      | Bonboillots  | 2,20             | 282 (2014)                        | 128                |
| Riervescemont             | 90085      | Rosemontois  | 8,52             | 108 (2014)                        | 13                 |
| Romagny-sous-Rougemont    | 90086      |              | 2,47             | 205 (2014)                        | 83                 |
| Rougemont-le-Château      | 90089      | Rougemontois | 16,64            | 1 438 (2014)                      | 86                 |
| Saint-Germain-le-Châtelet | 90091      | Sangerminois | 3,36             | 638 (2014)                        | 190                |

## Administration

### Conseil communautaire
Le conseil communautaire est composé de 31 délégués titulaires et 17 suppléants issus de chacune des communes membres. Chaque commune y est représentée en fonction de sa population : au moins deux délégués titulaires, auxquels s'ajoute un délégué par tranche entière de 500 habitants au-delà de 1 000 habitants.
Les délégués sont ainsi répartis comme suit :
| Nombre de délégués | Communes |
| ------------------ | --- |
| 4                  | Étueffont |
| 3                  | Rougemont-le-Château |
| 2                  | Anjoutey, Bourg-sous-Châtelet, Felon, Grosmagny, Lachapelle-sous-Rougemont, Lamadeleine-Val-des-Anges, Leval, Petitefontaine, Petitmagny, Riervescemont, Romagny-sous-Rougemont, Saint-Germain-le-Châtelet |

### Présidence
Le premier président de la communauté de communes fut Maurice Leguillon, maire de Grosmagny, un militant passionné de l'intercommunalité. En 2008, il a passé le flambeau à son collègue Gérard Guyon, maire d'Étueffont.
| Période                                  | Période          | Identité          | Étiquette | Qualité             |
| ---------------------------------------- | ---------------- | ----------------- | --------- | ------------------- |
| 1995                                     | 2008             | Maurice Leguillon |           | Maire de Grosmagny. |
| 2008                                     | 31 décembre 2016 | Gérard Guyon      | MRC       | Maire d'Étueffont.  |
| Les données manquantes sont à compléter. |                  |                   |           |                     |

## Compétences
- Assainissement collectif et non collectif
- Collecte et traitement des déchets des ménages et déchets assimilés
- Protection et mise en valeur de l'environnement
- Action de développement économique (soutien des activités industrielles, commerciales ou de l'emploi, Soutien des activités agricoles et forestières...)
- Construction ou aménagement, entretien, gestion d'équipements ou d'établissements culturels, socioculturels, socio-éducatifs, sportifs
- Activité pour la jeunesse (forum jeune)
- Activités périscolaires
- Activités culturelles ou socioculturelles (dont médiathèques et bibliothèques)
- Transport scolaire
- Schéma de secteur
- Études et programmation
- Acquisition en commun de matériel

## Autres adhésions
- Syndicat mixte des transports en commun du Territoire de Belfort
- Syndicat intercommunal des transports scolaires du nord est du département
- Syndicat mixte chargé de l'élaboration, du suivi et de la révision du schéma de cohérence territoriale

### Sources
- Le SPLAF (Site sur la Population et les Limites Administratives de la France)
- La base ASPIC